# Dover, Quận Racine, Wisconsin
Dover là một thị trấn thuộc quận Racine, tiểu bang Wisconsin, Hoa Kỳ. Năm 2010, dân số của thị trấn này là 3.796 người.